# Los Angeles Valiant
Les Los Angeles Valiant (raccourcit en VΛLIΛNT) est une équipe américaine professionnelle d'eSport et une des deux équipes d'Overwatch League (OWL) basées à Los Angeles (Californie) qui sont en lice depuis la saison inaugurale. Cette équipe est une des 12 équipes fondatrices d'OWL et une des quatre franchises à avoir été officiellement révélées par Activision Blizzard. Elle fait partie de la division pacifique de la ligue. Cette équipe appartient à l'organisation américaine d'eSport Immortals (en),.

## Histoire de la franchise

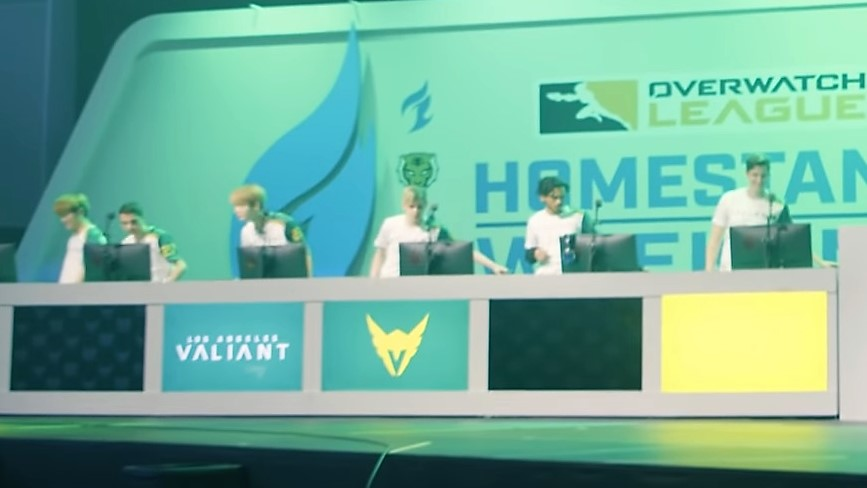
Los Angeles Valiant sur scène en 2019.

Le 12 juillet 2017, Activision Blizzard, développeur d'Overwatch, a officiellement annoncé que l'organisation d'eSports Immortals (en) avait acquis une place pour la franchise d'Overwatch League, basée à Los Angeles. Peu de temps après, en août, la franchise anonyme a appris qu’elle devrait partager L.A. après que KSE Esports eut acheté une deuxième franchise dans la région. Le 23 octobre, ils ont révélé le nom de leur franchise sous le nom de Los Angeles Valiant. 

## L'équipe

### Joueurs
| N° | Pseudo  | Nom              | Nationalité  | Rôle    | Arrivée         |
| -- | ------- | ---------------- | ------------ | ------- | --------------- |
| 27 | KSF     | Kyle Frandanisa  | États-Unis   | DPS     | 4 mai 2018      |
| 12 | Shax    | Jahannes Nielsen | Danemark     | DPS     | 10 mai 2019     |
| 13 | McGravy | Caleb McGarvey   | États-Unis   | Tank    | 10 mai 2019     |
| 1  | Dreamer | Sanglok Song     | Corée du Sud | Tank    | 31 octobre 2019 |
| 19 | Apply   | Damon Conti      | États-Unis   | DPS     | 31 octobre 2019 |
| 9  | Lastro  | Jungwon Mun      | Corée du Sud | Support | 31 octobre 2019 |
| 3  | GiG     | Rick Salazar     | États-Unis   | Tank    | 7 janvier 2020  |
| 77 | RaiN    | Jae Ho Park      | Corée du Sud | Support | 7 janvier 2020  |
| 23 | KSP     | Kai Collins      | Royaume-Uni  | DPS     | 15 janvier 2020 |

### Organisation
| Pseudo        | Nom                | Nationalité | Rôle                   |
| ------------- | ------------------ | ----------- | ---------------------- |
| Noah          | Noah Whinston      | États-Unis  | Fondateur et président |
|               | Ari Segal          | États-Unis  | Président              |
| Mike Schwartz | Mike Schwartz      | États-Unis  | Gestionnaire           |
| Packing10     | Mike Szklanny      | États-Unis  | Coach et Manager       |
| Gunba         | Jordan Graham      | Australie   | Assistant coach        |
| Unter         | Max Unterwurzacher | Australie   | Assistant coach        |
| Lutional      | Hyunmin Kim        | États-Unis  | Traducteur             |

### Anciens membres
| N° | Pseudo      | Nom                             | Nationalité  | Rôle            | Note                     |
| -- | ----------- | ------------------------------- | ------------ | --------------- | ------------------------ |
| 9  | silkthread  | Zhongyuan « Ted » Wang (王中远) | Chine        | DPS[Quoi ?]     | → Los Angeles Gladiators |
| 10 | envy        | Kang-jae Lee (이강재)           | Corée du Sud | Tank            | → Toronto Defiant,       |
| 0  | GrimReality | Christopher Schaefer            | États-Unis   | DPS[Quoi ?]     | → Rupture de contrat     |
| 11 | Finnsi      | Finnbjörn Jónasson              | Islande      | Tank            | → Paris Eternal          |
| 13 | Verbo       | Stefano Disalvo                 | Canada       | Support         | → Rupture de contrat     |
| 6  | numlocked   | Seb Barton                      | Royaume-Uni  | Tank            | → Rupture de contrat     |
| 24 | uNKOE       | Benjamin Chevasson              | France       | Support[Quoi ?] | → Dallas Fuel            |
| 1  | Fate        | Pan-seung Koo (구판승)          | Corée du Sud | Tank[Quoi ?]    | → Florida Mayhem         |
| 3  | Agilities   | Brady Girardi                   | Canada       | DPS             | → Toronto Defiant        |
| 7  | KariV       | Young-seo Park (박영서)         | Corée du Sud | Support         | → Toronto Defiant        |
| 16 | SPACE       | Indy Halpern                    | États-Unis   | Tank            | → Los Angeles Gladiators |
| 8  | Bunny       | Jun-hyeok Chae (채전혁)         | Corée du Sud | DPS             | → TeamCC                 |
| 10 | Custa       | Scott Kennedy                   | Australie    | Support         | → Retraite               |
| 22 | Izayaki     | Kim Min-chul (김민철)           | Corée du Sud | Support         | → Shanghai Dragons       |
| 11 | Kuki        | Daekuk Kim (김대극)             | Corée du Sud | Tank            | → Runaway                |
| 99 | SoOn        | Terence Tarlier                 | France       | DPS             | → Paris Eternal          |

## Résultats
| Saison | Matchs joués | Match gagnés | Matchs perdus | Pourcentage de victoire | Cartes gagnées | Cartes perdues | Cartes nulles | Différentiel de cartes | Classement (dans la ligue) | Finales         |
| ------ | ------------ | ------------ | ------------- | ----------------------- | -------------- | -------------- | ------------- | ---------------------- | -------------------------- | --------------- |
| 2018   | 40           | 27           | 13            | 67,5%                   | 100            | 64             | 7             | +36                    | 2e (sur 12)                | 3e/4e           |
| 2019   | 28           | 12           | 16            | 42,9%                   | 56             | 61             | 4             | -5                     | 13e (sur 20)               | Non sélectionné |
| 2020   | 22           | 12           | 10            | 54,5%                   | 41             | 41             | 0             | 0                      | 8e (sur 20)                | Non sélectionné |

### Récompenses individuelles
Sélections pour l’événement All-Star
- Agilities (Brady Girardi) – 2018
- Custa (Scott Kennedy) – 2018
- Fate (Koo Pan-seung) – 2018
- Kariv (Park Young-seo) – 2018
- Soon (Terence Tarlier) – 2018
- Moon (Moon Byung-chul) – 2018
- Space (Indy Halpern) – 2018, 2019
- McGravy (Caleb McGarvey) – 2020
- KSP (Kai Collins) – 2020

Dennis Hawelka Award
- Custa (Scott Kennedy) – 2019

Sélections en tant que joueurs stars
- Kariv (Park Young-seo) – 2019